# District de Tongzhou
Le district de Tongzhou (通州区 ; pinyin : Tōngzhōu Qū) est une subdivision du sud-est de la municipalité de Pékin en Chine.